# Ebrahim Elahi
Ebrahim Elahi (pers. ابراهیم الهی;ur. 2005) – irański zapaśnik walczący w stylu wolnym. Drugi w Pucharze Świata w 2022. Mistrz świata kadetów w 2022 roku. 